# Самойлович, Александр Николаевич
Алекса́ндр Никола́евич Самойло́вич (17 (29) декабря 1880, Нижний Новгород — 13 февраля 1938) — российский и советский востоковед-тюрколог, академик АН СССР (1929). Один из авторов первого издания «Энциклопедии ислама». Жертва репрессий периода «большого террора».

## Биография

### Семья и образование
Родился в Нижнем Новгороде в семье директора Нижегородской губернской гимназии Николая Яковлевича Самойловича, происходившего из украинского духовенства, и Евгении Александровны, дочери военного врача Александра Штейгмана, по матери происходящей из рода Скоробогатых. Приходится племянником Владимиру Штейгману (1865—1933), военному врачу и руководителю медико-этнографо-статистической экспедиции на Север Сахалина (1908). У Александра были брат Николай, сёстры Наталия, Евгения, Анна, Лидия.
Окончил Нижегородский дворянский институт, факультет восточных языков Санкт-Петербургского университета по арабско-персидско-турецко-татарскому разряду.

### Научная и преподавательская деятельность
В 1920 году — преподаватель восточного отделения Академии Генерального Штаба РККА. Позднее — ректор ЦИЖВЯ (1922—1925), академик-секретарь Отделения гуманитарных наук АН СССР (1929—1933), директор Института востоковедения АН СССР (1934—1937).

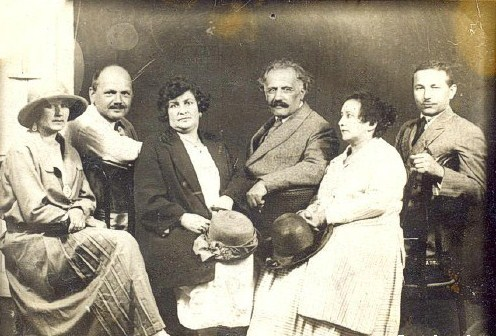
Самойлович, Ахвердиев и Чобанзаде с супругами. Ленинград, 1925 год

Проводил полевые исследования языка, фольклора, быта тюркоязычных народов Крыма, Поволжья, Северного Кавказа, Закавказья, Средней Азии, Казахстана, Алтая. Участвовал в создании письменностей для языков народов СССР. Основные труды по языку, литературе, фольклору и этнографии тюрков, по общим вопросам тюркологии, генетической классификации тюркских языков и др. Научная деятельность Самойловича была прервана арестом.

### Репрессии и реабилитация
27 октября 1937 арестован по сфабрикованному обвинению в шпионаже в пользу Японии и создании «террористической организации». В обвинительном заключении по делу Самойловича фигурирует также обвинение в распространении идей пантюркизма. 13 февраля 1938 года расстрелян сотрудниками НКВД. Реабилитирован 25 августа 1956. Из АН исключён Общим собранием 29 апреля 1938, восстановлен 14 декабря 1956 (решение Президиума АН, № 7) — 5 марта 1957 (постановление Общего собрания, № 9).